# کنان دونوالد-توران
کنان دونوالد-توران (انگلیسی: Kenan Dünnwald-Turan؛ زادهٔ ۱۴ نوامبر ۱۹۹۵) بازیکن فوتبال است.
از باشگاه‌هایی که در آن بازی کرده‌است می‌توان به باشگاه فوتبال بریستول راورز اشاره کرد.